# 圣佩德罗 (北大河州)
圣佩德罗（葡萄牙語：São Pedro）是巴西北大河州的一个市镇。总面积195.238平方公里，总人口6596人，人口密度33.8人/平方公里。